# Reece Prescod
Reece Prescod (né le 29 février 1996 à Londres) est un athlète britannique, spécialiste des épreuves de sprint.

## Biographie
Le 2 juillet 2017, il remporte le 100 m des championnats britanniques à Birmingham en 10 s 0910 s 09, son record personnel étant de 10 s 04 obtenu en 2016. Le 4 août 2017, en séries des championnats du monde de Londres, il porte ce record à 10 s 03 et se classe 7e de la finale en 10 s 17.
Auteur de 10 s 04 le 12 mai 2018 lors du meeting de la Diamond League à Shanghai, il est titré pour la deuxième fois consécutive consécutive sur 100 m lors des championnats du Royaume-Uni. Lors des championnats d'Europe 2018 à Berlin, Reece Prescod décroche sa première médaille lors d'un championnats international majeur en terminant deuxième de l'épreuve du 100 m, et en descendant pour la première fois sous les 10 secondes en 9 s 96. Il s'incline devant son compatriote Zharnel Hughes, vainqueur en 9 s 95 (record des championnats).
Le 31 mai 2022 à Ostrava, Reece Prescod porte son record personnel sur 100 m à 9 s 93 en dépit d'un vent défavorable de 1,2 m/s. Il remporte la médaille de bronze du relais 4 × 100 m des championnats du monde 2022, à Eugene, derrière le Canada et les États-Unis. Il se classe septième des championnats d'Europe d'athlétisme 2022 à Munich (10 s 18).

## Palmarès

### International
| Date | Compétition           | Lieu             | Résultat | Épreuve   | Temps   |
| ---- | --------------------- | ---------------- | -------- | --------- | ------- |
| 2017 | Championnats du monde | Londres          | 7e       | 100 m     | 10 s 17 |
| 2018 | Championnats d'Europe | Berlin           | 2e       | 100 m     | 9 s 96  |
| 2018 | Ligue de diamant      | Ligue de diamant | 4e       | 100 m     | 9 s 99  |
| 2022 | Championnats du monde | Eugene           | 3e       | 4 × 100 m | 37 s 83 |
| 2022 | Championnats d'Europe | Munich           | 7e       | 100 m     | 10 s 18 |

### National
- Championnats du Royaume-Uni :
  - 100 m : vainqueur en 2017 et 2018
- Championnats du Royaume-Uni en salle :
  - 60 m : vainqueur en 2023

## Records
| Épreuve      | Temps        | Vent         | Lieu         | Date            |
| En plein air | En plein air | En plein air | En plein air | En plein air    |
| ------------ | ------------ | ------------ | ------------ | --------------- |
| 100 m        | 9 s 93       | -1,2         | Ostrava      | 31 mai 2022     |
| 200 m        | 20 s 31      | -0,4         | Szczecin     | 15 août 2021    |
| 4 × 100 m    | 37 s 83      |              | Eugene       | 23 juillet 2022 |
| En salle     |              |              |              |                 |
| 60 m         | 6 s 49       | -            | Berlin       | 10 février 2023 |